# Большой икосаэдр

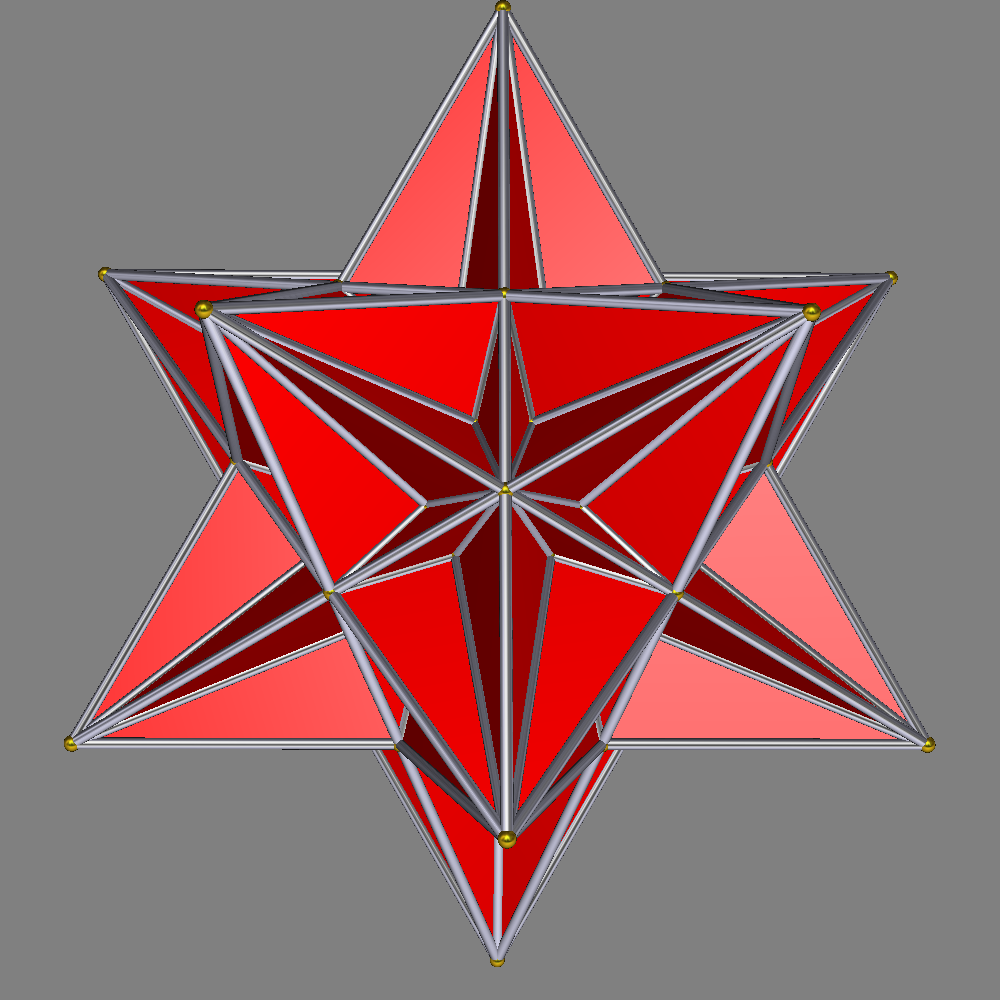
Вид на многогранник с грани

Большой икосаэдр — 45-я звёздчатая форма икосаэдра. Его символ Шлефли — {\displaystyle \{3,{\frac {5}{2}}\}}. Это означает, что у него 5 треугольников с чередованием вершин сходятся в каждой вершине (см. рисунок ниже). Двойственный многогранник к нему — большой звёздчатый додекаэдр.

## Как курносый многогранник
Большой икосаэдр можно определить как обратнокурносый тетраэдр. Если начальный многогранник (или паркет) имеет символ шлефли {p,q}, то обратнокурносый многогранник (или паркет) будет иметь конфигурацию вершины (3.3.p.3.q)/2(т.е. как обычный курносый многогранник, но с чередованием вершин).

## Как звёздчатая форма икосаэдра
Его грани составлены из 11 и 12 отсеков (см.ниже). Звёздчатые формы икосаэдра с 42 по 57 выглядят очень похоже на большой икосаэдр, но у многих из них разорванные грани. К примеру, у 44-й формы отсутствует 12-й отсек, но есть 10-й. Но все из них имеют 11-й отсек.